# ハインツ・ドイチェ
ハインツ・ドイチェ(ドイツ語: Heinz Deutsch、1920年7月21日 - 1995年10月15日)は、ドイツの軍人。最終階級は空軍少尉。

## 経歴
第二次世界大戦ではドイツ国防軍空軍第12降下突撃砲旅団第3中隊に所属していた。
1945年3月24日から4月14日までの僅か数週間で戦車34両を撃破する戦果を上げており、国防軍軍報にも取り上げられている。
大戦を通し、44両の戦車を撃破した。

## 叙勲
- 騎士鉄十字章
  - 騎士鉄十字章 (1945年4月28日)
- 国防軍軍報に記載